# Iurești
Iurești – wieś w Rumunii, w okręgu Botoszany, w gminie Todireni. W 2011 roku liczyła 519 mieszkańców.